# Lolita Torres

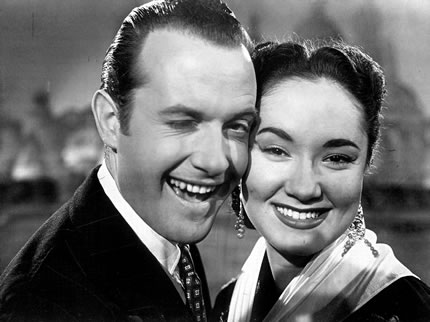
Lolita Torres e Ricardo Passano

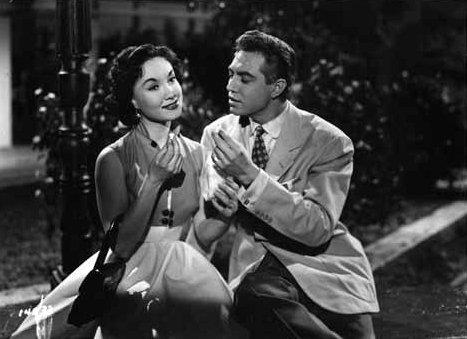
Lolita Torres e Alberto Dalbés

Lolita Torres, nome d'arte di Beatriz Mariana Torres Iriarte (Avellaneda, 26 marzo 1930 – Buenos Aires, 14 settembre 2002), è stata un'attrice argentina.
Era la madre di Diego Torres.